# Алісара (Шафт)
Алісара (перс. عليسرا) — село в Ірані, у дегестані Ахмадсарґураб, у бахші Ахмадсарґураб, шагрестані Шафт остану Ґілян. За даними перепису 2006 року, його населення становило 952 особи, що проживали у складі 232 сімей.

## Клімат
Середня річна температура становить 11,18 °C, середня максимальна – 25,69 °C, а середня мінімальна – -4,47 °C. Середня річна кількість опадів – 415 мм.
| Клімат поселення                              | Клімат поселення | Клімат поселення | Клімат поселення | Клімат поселення | Клімат поселення | Клімат поселення | Клімат поселення | Клімат поселення | Клімат поселення | Клімат поселення | Клімат поселення | Клімат поселення | Клімат поселення |
| Показник                                      | Січ.             | Лют.             | Бер.             | Квіт.            | Трав.            | Черв.            | Лип.             | Серп.            | Вер.             | Жовт.            | Лист.            | Груд.            |                  |
| Середній максимум, °C                         | 7,73             | 7,10             | 8,70             | 14,47            | 19,92            | 24,44            | 25,69            | 25,49            | 21,33            | 18,42            | 12,10            | 7,89             |                  |
| Середня температура, °C                       | 1,95             | 1,31             | 2,93             | 8,68             | 14,13            | 18,65            | 21,63            | 21,42            | 17,28            | 14,37            | 8,05             | 3,82             |                  |
| Середній мінімум, °C                          | −3,84            | −4,47            | −2,86            | 2,91             | 8,34             | 12,86            | 17,56            | 17,35            | 13,21            | 10,30            | 3,98             | −0,25            |                  |
| Норма опадів, мм                              | 33               | 33               | 62               | 61               | 34               | 13               | 13               | 12               | 22               | 37               | 43               | 52               |                  |
| Середньомісячна швидкість вітру, м/с          | 2.03             | 2.47             | 2.56             | 2.67             | 2.24             | 2.09             | 2.26             | 2.12             | 1.81             | 1.89             | 2.06             | 1.88             |                  |
| Середньомісячна сонячна радіація, кДж/м²·день | 7475             | 9900             | 12199            | 16357            | 20195            | 22946            | 23514            | 20140            | 16805            | 12062            | 9122             | 7131             |                  |
| --------------------------------------------- | ---------------- | ---------------- | ---------------- | ---------------- | ---------------- | ---------------- | ---------------- | ---------------- | ---------------- | ---------------- | ---------------- | ---------------- | ---------------- |
| Джерело:                                      |                  |                  |                  |                  |                  |                  |                  |                  |                  |                  |                  |                  |                  |